# Choi Chung-min
Choi Chung-min (* 30. August 1930 in Taedong; † 8. Dezember 1983) war ein südkoreanischer Fußballspieler. In den 1950er Jahren galt er als einer der besten asiatischen Spieler.

## Karriere
Nach seiner Geburt im Landkreis Taedong im heutigen Nordkorea wuchs er in Pjöngjang auf und spielte hier in seiner Schulzeit sowohl Volley- als auch Fußball. Während des Koreakriegs nahm er ab Januar 1951 an der Dritten Schlacht um Seoul als Teil der Spionageabwehr aktiv teil. Im nächsten Jahr wurde er schließlich südkoreanischer Nationalspieler. Während der Qualifikation für die Weltmeisterschaft 1954 hatte er einen großen Anteil am Sieg über die japanische Mannschaft und die schlussendliche Qualifikation für die Endrunde. Hier kam er einzig gegen Ungarn zum Einsatz, konnte aber auch nicht die 0:9-Niederlage verhindern. Im selben Jahr gewann er bei den Asienspielen 1954 mit seiner Mannschaft noch die Silbermedaille. Das konnte er bei den nächsten Spielen der Ausgabe 1958 gleich noch einmal wiederholen. Weiter konnte er mit seinem Team die Asienmeisterschaft 1956 und die Meisterschaft im Jahr 1960 gewinnen.
Nach seiner Karriere als Spieler war er von 1967 bis 1970 Trainer des Yangzee FC. Im Jahr 1977 war er noch für ein paar Spiele Cheftrainer der südkoreanischen Nationalmannschaft.

## Sonstiges
Er war der Bruder von Choi Yung-keun.